# (532037) Chiminigagua
(532037) Chiminigagua ist ein transneptunisches Objekt, das bahndynamisch als Scattered Disk Object (SDO) eingestuft wird. Der Himmelskörper war bis im Mai 2019 das größte Objekt, das von der IAU bislang noch keine Kleinplaneten-Nummer erhalten hatte. Aufgrund seiner Größe ist der Asteroid ein Zwergplanetenkandidat. 2018 wurde die Entdeckung eines Begleiters bekanntgegeben, der etwa ein Viertel des Durchmessers des Mutterasteroiden aufweist.

## Entdeckung
Chiminigagua wurde am 17. März 2013 von Scott Sheppard und Chad Trujillo mit dem 4,0-m-Víctor-M.-Blanco-Teleskop (DECam) am Cerro Tololo-Observatorium (Chile) entdeckt. Seine Entdeckung wurde am 31. März 2014 bekanntgegeben. Der Sednoid 2012 VP113 und das SDO (523671) 2013 FZ27 wurden während derselben Durchmusterung wie 2013 FY27 entdeckt und wurden ab dem 26. März 2013 Woche für Woche bekanntgegeben; der Planetoid erhielt die vorläufige Bezeichnung 2013 FY27 und am 18. Mai 2019 von der IAU die Kleinplanetennummer 532037.
Nach seiner Entdeckung ließ sich Chiminigagua auf Fotos bis zum 15. März 2011, die im Rahmen des Pan-STARRS-Programmes am Haleakalā-Observatorium (Maui) gemacht wurden, zurückgehend identifizieren und so seinen Beobachtungszeitraum um fast genau zwei Jahre verlängern, um so seine Umlaufbahn genauer zu berechnen. Seither wurde der Planetoid mit dem Hubble-Weltraumteleskop sowie erdbasierten Teleskopen beobachtet. Im Dezember 2018 lagen insgesamt 107 Beobachtungen über einen Zeitraum von 8 Jahren vor. Die bisher letzte Beobachtung wurde im April 2018 wiederum am Cerro Tololo-Observatorium durchgeführt. (Stand 13. März 2019)

## Eigenschaften

### Umlaufbahn
Chiminigagua umkreist die Sonne in 450,77 Jahren auf einer stark elliptischen Umlaufbahn zwischen 35,46 AE und 82,11 AE Abstand zu deren Zentrum. Die Bahnexzentrizität beträgt 0,397, die Bahn ist 33,08° gegenüber der Ekliptik geneigt. Derzeit ist der Planetoid in 79,97 AE von der Sonne entfernt und befindet sich nahe seinem Aphel. Das Perihel durchläuft er das nächste Mal 2201, der letzte Periheldurchlauf dürfte also im Jahre 1750 erfolgt sein.
Marc Buie (DES) klassifiziert den Planetoiden als Plutino, während vom Minor Planet Center keine spezifische Einstufung existiert; letzteres ordnet ihn als Nicht-SDO und allgemein als «Distant Object» ein.

### Größe
Gegenwärtig wird von einem Durchmesser von 742 km ausgegangen; dieser Wert beruht auf einem angenommenen Rückstrahlvermögen von 17 % und einer absoluten Helligkeit von 3,15 m. Ausgehend von einem Durchmesser von 742 km ergibt sich eine Gesamtoberfläche von etwa 1.730.000 km2. Die scheinbare Helligkeit von Chiminigagua beträgt 22,08 m.
Es ist davon auszugehen, dass Chiminigagua sich im hydrostatischen Gleichgewicht befindet und der Asteroid damit ein Zwergplanetenkandidat ist, basierend auf dem taxonomischen 5-Klassen-System von Mike Brown. Letzterer schätzt selbst den Durchmesser des Asteroiden auf 721 km auf Basis einer angenommenen Albedo von 14 % und einer absoluten Helligkeit von 3,5 m. Mike Brown geht davon aus, dass es sich bei Chiminigagua höchstwahrscheinlich um einen Zwergplaneten handelt.
| Jahr                                         | Abmessungen km                    | Quelle         |
| -------------------------------------------- | --------------------------------- | -------------- |
| 2014                                         | 900,0                             | Lakdawalla     |
| 2018                                         | 740,0 +85,0−90,0 742,0 +83,0−78,0 | Sheppard u. a. |
| 2018                                         | 721,0                             | Brown          |
| Die präziseste Bestimmung ist fett markiert. |                                   |                |

## Mond
Im August 2018 gab ein Team um Scott S. Sheppard die Entdeckung eines Mondes mit etwa 190 km Durchmesser bekannt, der durch Aufnahmen des Hubble-Weltraumteleskops entdeckt wurde. Er umkreist 2013 FY27 in 15 Tagen in einem Abstand von 9800 ± 40 km. Bahnexzentrizität und -neigung des Begleiters sind bislang unbekannt, eine Massenbestimmung wurde bislang noch nicht durchgeführt.
Das Chiminigagua-System in der Übersicht:
| Komponenten       | Physikalische Parameter | Physikalische Parameter | Physikalische Parameter | Bahnparameter        | Bahnparameter  | Bahnparameter | Bahnparameter                     | Entdeckung                              |
| Name              | Durch- messer (km)      | Relativ- größe %        | Masse (kg)              | Große Halbachse (km) | Umlaufzeit (d) | Exzentrizität | Inklination zum 2013 FY27 Äquator | Datum Entdeckung Datum Veröffentlichung |
| ----------------- | ----------------------- | ----------------------- | ----------------------- | -------------------- | -------------- | ------------- | --------------------------------- | --------------------------------------- |
| Chiminigagua      | 742,0                   | 100,00                  | ?                       | –                    | –              | –             | –                                 | 17. März 2013 31. März 2014             |
| S/2018 (532037) 1 | 186,0                   | 25,07                   | ?                       | 9800                 | 15,0           | ?             | ?°                                | 15. Januar 2018 10. August 2018         |